# Kabinett Bonomi I
Das Kabinett Bonomi I regierte das Königreich Italien vom 4. Juli 1921 bis zum 26. Februar 1922. Es löste das Kabinett Giolitti V ab und wurde von Ministerpräsident Ivanoe Bonomi angeführt.

## Entstehung und Entwicklung
Das Kabinett Bonomi I war das 56. Kabinett des Königreiches und sieben Monate und 23 Tage im Amt. Es wurde vom Parteienbündnis der Liberalen, Unione Liberale und den Parteien Partito Popolare Italiano (PPI), Partito Socialista Riformista Italiano sowie Partito Democratico Sociale Italiano unterstützt.
Die Regierung Bonomi versuchte vergeblich im Spannungsfeld der vom radikalen Sozialismus und Faschismus gekennzeichneten Jahre des Biennio rosso und des Biennio nero, die liberale Politik Giovanni Giolittis fortzusetzen. Wenige Wochen nach dem Regierungsantritt wurde am 3. August 1921 der Pakt zur Pazifizierung des Landes zwischen Sozialisten und Faschisten abgeschlossen. Auf dem Hintergrund der blutigen Ereignisse von Sarzana am 21. Juli 1921, bei denen etwa 500 Schwarzhemden versucht hatten einige eingesperrte Squadristi gewaltsam zu befreien, sah Bonomi in der Unterzeichnung des Paktes vor allem den Versuch Mussolinis, die Faschisten wieder aus der politischen Isolation zu führen. Weitere Maßnahmen die in der Folge von der Regierung zur Einschränkung der Gewalt beschlossen wurden, wurden von Kritikern als halbherzig oder einseitig bewertet, da sie die Squadristen nur zum Teil tangierten, während sie gezielt gegen die extreme Linke, wie den Arditi del Popolo gerichtet waren. Die nachsichtige Politik gegenüber der faschistischen Gewaltbereitschaft untergrub die Glaubwürdigkeit der Regierung. Zudem vertraute Bonomi auf die Bereitschaft Mussolinis, die faschistische Bewegung, seit November 1921 in der Faschistischen Partei konzentriert, in friedliche Bahnen zu lenken.
Die Regierung konnte sich zunächst nur dank des nationalistischen Lagers im Parlament halten. Sie geriet mit der Schieflage der Banca d’Italia aber endgültig ins Wanken, nachdem sich Bonomi geweigert hatte der Bank zur Hilfe zu eilen, was auch bei den Rechten auf heftige Kritik stieß. Letztere griffen die Regierung zudem außenpolitisch an und warfen ihr vor, bei der Konferenz der Siegermächte des Ersten Weltkrieges in Cannes Anfang Januar 1922 nicht ausreichend die Interessen des Landes vertreten zu haben.
Am 2. Februar 1922 reichte Bonomi angesichts der neuen Lage seinen Rücktritt ein, den König Viktor Emanuel III. zunächst allerdings ablehnte. Als die Regierung am 16. Februar ein Misstrauensvotum nicht überstand, wurde Luigi Facta mit der Regierungsbildung beauftragt, der mit dem Kabinett Facta I, die erste Regierung Bonomi ablöste.

## Minister

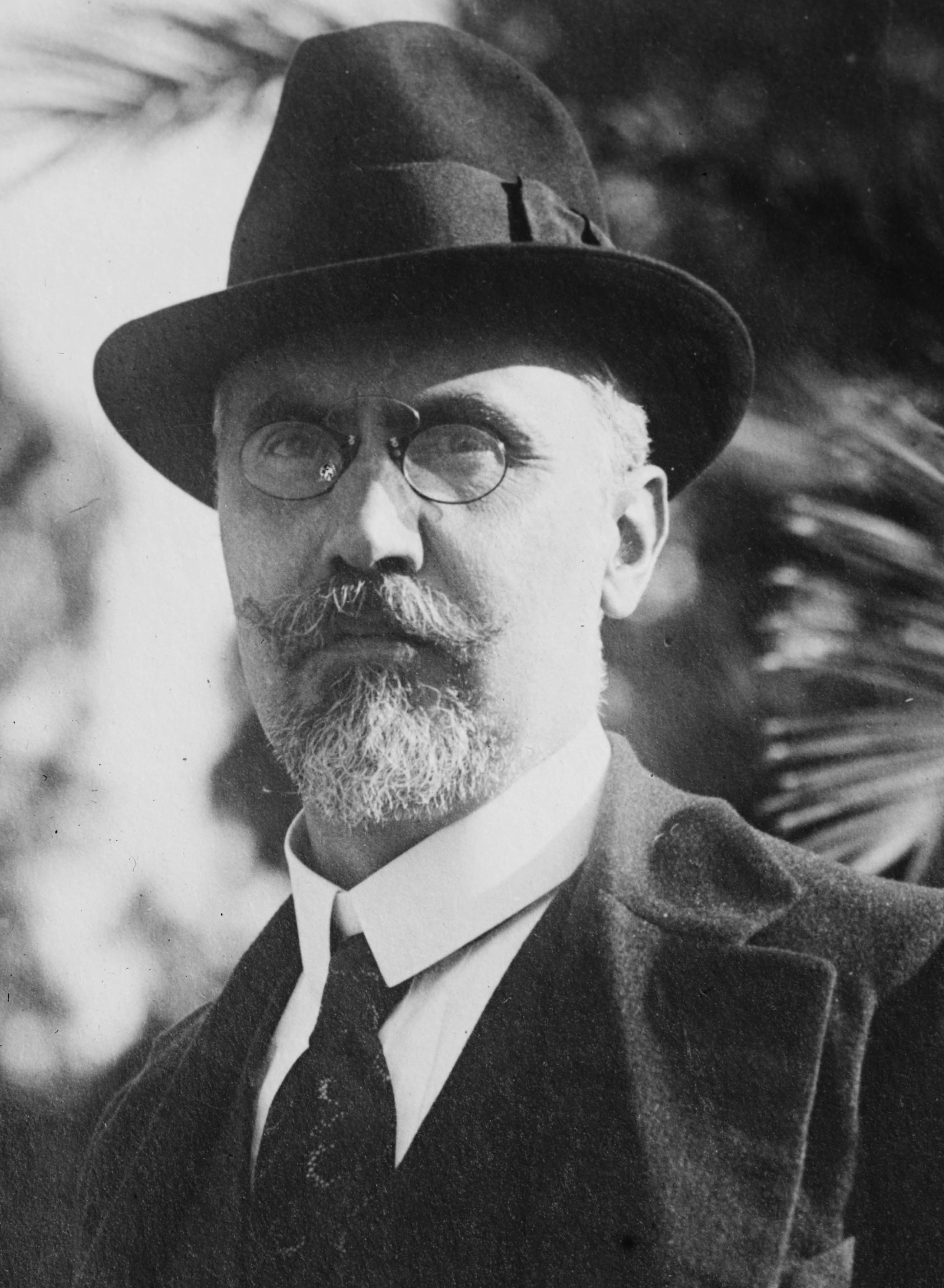
Ivanoe Bonomi

| Ministerien                                  | Name                                                                                             |
| -------------------------------------------- | ------------------------------------------------------------------------------------------------ |
| Ministerpräsident                            | Ivanoe Bonomi                                                                                    |
| Äußeres                                      | Ivanoe Bonomi (geschäftsführend bis 7. Juli 1921) Pietro Tomasi Della Torretta (ab 7. Juli 1921) |
| Inneres                                      | Ivanoe Bonomi                                                                                    |
| Justiz und Kirchenangelegenheiten            | Giulio Rodinò                                                                                    |
| Krieg                                        | Luigi Gasparotto                                                                                 |
| Marine                                       | Eugenio Bergamasco                                                                               |
| Finanzen                                     | Marcello Soleri                                                                                  |
| Schatz                                       | Giuseppe De Nava                                                                                 |
| Öffentliche Arbeiten                         | Giuseppe Micheli                                                                                 |
| Bildung                                      | Orso Mario Corbino                                                                               |
| Landwirtschaft                               | Angelo Mauri                                                                                     |
| Industrie und Handel                         | Bortolo Belotti                                                                                  |
| Arbeit und Sozialfürsorge                    | Alberto Beneduce                                                                                 |
| Post und Telegraphen                         | Vincenzo Giuffrida                                                                               |
| Kolonien                                     | Giuseppe Girardini                                                                               |
| Wiederaufbau der vom Feind befreiten Gebiete | Giovanni Raineri                                                                                 |